# محوطه زیارت امیر
محوطه زیارت امیر مربوط به دوره اشکانیان است و در شهرستان ایرانشهر، بخش دلگان، دهستان جلگه چاه هاشم، ۱۰۰ متری غرب روستای میر آباد واقع شده و این اثر در تاریخ ۲۲ آبان ۱۳۸۶ با شمارهٔ ثبت ۱۹۹۶۲ به‌عنوان یکی از آثار ملی ایران به ثبت رسیده است.